# Jean de Grailly
Johan III de Grailly (né en 1330 - mort le 7 septembre 1376) ou Joan de Buch en gascon , connu dans l'histoire sous le nom de captal de Buch de 1347 à 1376, est l'un des principaux capitaines de la guerre de Cent Ans.

## Biographie

### Origines
Fils de Jean II de Grailly († 1343), premier captal de Buch de la famille de Grailly et de Blanche de Foix, il est célébré par Froissart comme un parangon de vertu chevaleresque.
Descendant de Jean Ier de Grailly qui se trouva aux côtés du futur comte Pierre de Savoie et de nombreux chevaliers savoyards et du pays de Vaud venus soutenir le roi Henri III, neveu de Pierre - à l’instar de ses ancêtres, il est fidèle aux rois d’Angleterre Plantagenêts – ducs d’Aquitaine – dans leur lutte contre les rois de France.
Le titre de captal (« capdàu » en gascon) de Buch signifie « seigneur principal » de Buch (territoire entourant notamment le bassin d'Arcachon). La localité principale où se situait le château seigneurial était La Teste-de-Buch.
Les captaux de Buch de la famille de Bordeaux – dont Johan III descend par sa grand-mère paternelle Assalhide de Bordeaux – possédaient aussi la seigneurie de Puy-Paulin en plein Bordeaux.
Il succède à la mort de son grand-père Pey II de Grailly (+ 1357) aux vicomtés de Benauges (région de Cadillac, Gironde) et de Castillon (Castillon-la-Bataille) devenant ainsi le seigneur le plus important de l’Aquitaine anglo-gasconne.
Le fait que son grand-père soit mort bien après son père et après la bataille de Poitiers (1356) explique pour quelles raisons Johan III de Grailly fut connu sous le nom de « Captal de Buch », le seul titre d’importance qu’il avait jusqu’en 1357.
Quand en 1348 Édouard III fonde l'ordre de la Jarretière, il est des tout premiers à en faire partie. Cependant la stalle du captal de Buch à la chapelle Saint-Georges de Windsor et les premiers statuts de l'ordre qui ont survécu (qui datent tous du début du XVe siècle) portent le nom de « Pierre, captal de Buch », ce qui fait parfois supposer que son grand-père, Pey II de Grailly, fut fait chevalier de l’ordre avant Johan III. En fait, il s’agit d'une erreur et c’est bien Johan III qui fut le premier chevalier de la Jarretière de sa famille.
Le 27 novembre 1350, il célèbre au château de Cazeneuve son mariage avec Rose d'Albret, fille de Bernard-Ezi d'Albret et de Mathe d'Armagnac.
Un Jean Ier de Grailly, sénéchal d'Édouard Ier d'Angleterre, est cité comme acquéreur en 1290 du château de Roquefère en Agenais, où séjourna en 1305 Bertrand de Goth, futur pape Clément V ; lié d'amitié avec John Chandos, connétable d'Aquitaine et de Guyenne pour Édouard III d'Angleterre, Grailly lui céda cette seigneurie « pour en jouir sa vie durant », point de départ d'un interminable procès.

### Jean III de Grailly, chef gascon
Après l'avènement du roi Jean II en 1350, la pression contre la Guyenne anglaise s'accentue. Les Français prennent Saint-Jean-d'Angély et Aiguillon, menacent Blaye, Abzac et Guîtres. Le captal de Buch entre dans l'histoire quand il va en Angleterre à la tête d'une délégation de nobles gascons pour demander de l'aide contre les Français (1355) et que le prince de Galles Édouard (surnommé au XVIe siècle le Prince Noir) soit mis à la tête de l'expédition. Ce dernier est nommé Lieutenant de Gascogne par son père, et il débarque à Bordeaux le 20 septembre 1355 avec 1 000 hommes d'armes et 11 000 archers. Les « plus célèbres nobles d'Angleterre » l'accompagnent : William Montagu comte de Salisbury, Robert d'Ufford comte de Suffolk, John de Vere comte d'Oxford (en), Thomas de Beauchamp, comte de Warwick, Ralph de Stafford, les sirs Bartholomew de Burghersh le jeune (en) et Reginald de Cobham (en), les capitaines James Audley et John Chandos sont du voyage.

### La bataille de Poitiers
L'armée du Prince Noir arrive à Bordeaux en septembre 1355 et effectue avec le captal deux expéditions contre le royaume de France dont la seconde se termine par la victoire de la bataille de Poitiers (1356). Cette chevauchée a pour objectif de remplir les coffres du royaume d'Angleterre, de ruiner les terres françaises, et dans le même temps encercler les troupes de Jean II le Bon entre les troupes d'Edouard de Woodstock et celles de son père Édouard III. Ainsi le Prince Noir traverse toute la France, partant de Bordeaux, il atteint Tours le 8 septembre 1356. Jean II le Bon mène une contre-offensive, il parvient à obliger l'ennemi à se retirer vers le sud, en direction de Poitiers. Une première escarmouche se déroule le 17 septembre, l'arrière-garde française en supériorité numérique est surprise par une attaque surprise du Prince Noir. Le 18 septembre, les deux armées campent face-à-face à Nouaillé-Maupertuis, à 8 kilomètres de Poitiers. La médiation de Talleyrand- Périgord ayant échouée, la bataille commence le 19 septembre. Celle-ci se mue en un véritable chaos pour le camp français. Elle débute par une charge irréfléchie des maréchaux d'Audrehem et de Clermont qui tombent sous les traits anglais. Trois cents chevaliers finissent blessés, capturés ou tués. La fausse retraite du Prince a eu raison de la cavalerie française, ce premier échec français annonce le désastre qui va suivre. Les deux attaques qui suivent, sont repoussées par les anglais malgré une plus grande efficacité que la cavalerie. Cet insuccès s'explique principalement par la supériorité de la défense anglaise sur l'attaque française, mais aussi par l'inefficacité des ordres français qui empêchent la deuxième « bataille » de se battre. La conclusion de la bataille va se faire lors de la troisième phase de la bataille, les troupes françaises sont alors en infériorité numérique, mais elles sont fraiches alors que celles anglaises sont totalement éprouvées par les heures de combat. Le Prince Noir réunit ses trois batailles et lance l'attaque.

Carte de la bataille de Poitiers entre l'armée anglaise du Prince noir Edouard de Woodstock et l'armée du roi de France Jean II. La flèche rouge en pointillé indique l'encerclement de Jean III de Grailly.

Le captal de Buch va alors jouer un rôle central dans la victoire anglaise. Cette manœuvre du captal est peu sourcée, elle peut très bien être une initiative personnelle ou un ordre direct du Prince Noir comme l'explique H.J Hewitt dans The Black Prince Expedition of 1355-1357. Ainsi selon la Chronicon angliae temporibus Edwardi II et Edwardi III de Geoffrey Le Baker de Swinbroke, le captal prend la tête de soixante hommes d'armes et de cents archers, sûrement montés, afin d'effectuer une manœuvre de contournement des forces françaises. Il passe alors derrière la colline de Maupertuis et surgit à l'arrière des troupes du roi de France. Le captal, alors perché sur une hauteur, déploie la bannière de saint Georges, signal de l'attaque anglaise. Les deux armées se rencontrent alors de nouveau, mais Jean III de Grailly menant ses hommes, prend en tenaille les troupes françaises qui tombent sous les flèches de ses archers. Les français sont alors vaincus, le roi Jean et son fils Philippe sont capturés. La victoire anglaise est totale, l'armée française est vaincue, le roi de France capturé, le butin du Prince Noir sauf. Cette victoire assoit grandement l'influence anglaise sur l'hexagone, la France est affaiblie militairement et économiquement, le territoire anglais s'accroit et se stabilise, le royaume devient alors ingouvernable avec la remise en question de la chevalerie, la contestation du pouvoir du dauphin Charles mais aussi avec l'apparition de mouvement sociaux comme la Grande Jacquerie de 1358. Pour le captal de Grailly, cette bataille est un véritable succès. D'une part du fait de son rôle essentiel dans la Chevauchée du Prince Noir, il apparaît comme un capitaine de grande valeur pour la Couronne d'Angleterre, de plus son prestige et sa richesse s'accroît davantage avec la réussite de sa manœuvre d'encerclement. Cette victoire est aussi synonyme de fin des exactions françaises en Guyenne anglaise.
Tous les chroniqueurs soulignent le rôle primordial du captal lors de cette bataille. Avec un détachement de cavaliers gascons, il effectua un mouvement tournant qui prit à revers l'armée du roi de France Jean II le Bon, ce qui permit la victoire des Anglo-Gascons.
La célébrité du captal de Buch atteignit dès lors des sommets en Europe occidentale et on le plaça alors sur le même plan que son compagnon John Chandos et que son « rival » du parti français, le Breton Bertrand Du Guesclin. Il est l'un des héros chevaleresques des Chroniques de Froissart.

### La croisade teutonique et l'événement de Meaux
En 1357-1358, il participe aux côtés de son cousin germain Gaston Fébus, comte de Foix et vicomte de Béarn (1343-1391), à la « croisade » annuelle des chevaliers teutoniques. Les deux chevaliers se sont distingués aux côtés des chevaliers teutoniques contre les païens baltes. En effet, depuis le milieu du XIVe siècle, les Teutoniques étaient continuellement en guerre contre les populations slaves, cette opposition marquée était alors présentée comme une guerre sainte, pour laquelle les papes avaient accordé des indulgences et des privilèges. Ainsi en 1357, le Grand Maître Winrich von Kniprode appelle les nations de l'Occident et leur demande aide et assistance contre les ennemis de la Chrétienté. Jean III de Grailly et Gaston Phoebus résolurent à unir leurs efforts dans cette entreprise chevaleresque, du fait d'une trêve entre la France et l'Angleterre. Cette décision des deux cousins s'expliquent principalement par la volonté de combattre « les infidèles et les destructeurs de la civilisation chrétienne, pour le progrès de la sainte foi orthodoxe, pour la plus grande gloire et en l'honneur de Dieu tout-puissant ». On peut y voir le souhait de raviver l'esprit des croisades qui avait inspiré leurs parents Jean I de Grailly et Gaston II de Foix-Béarn.

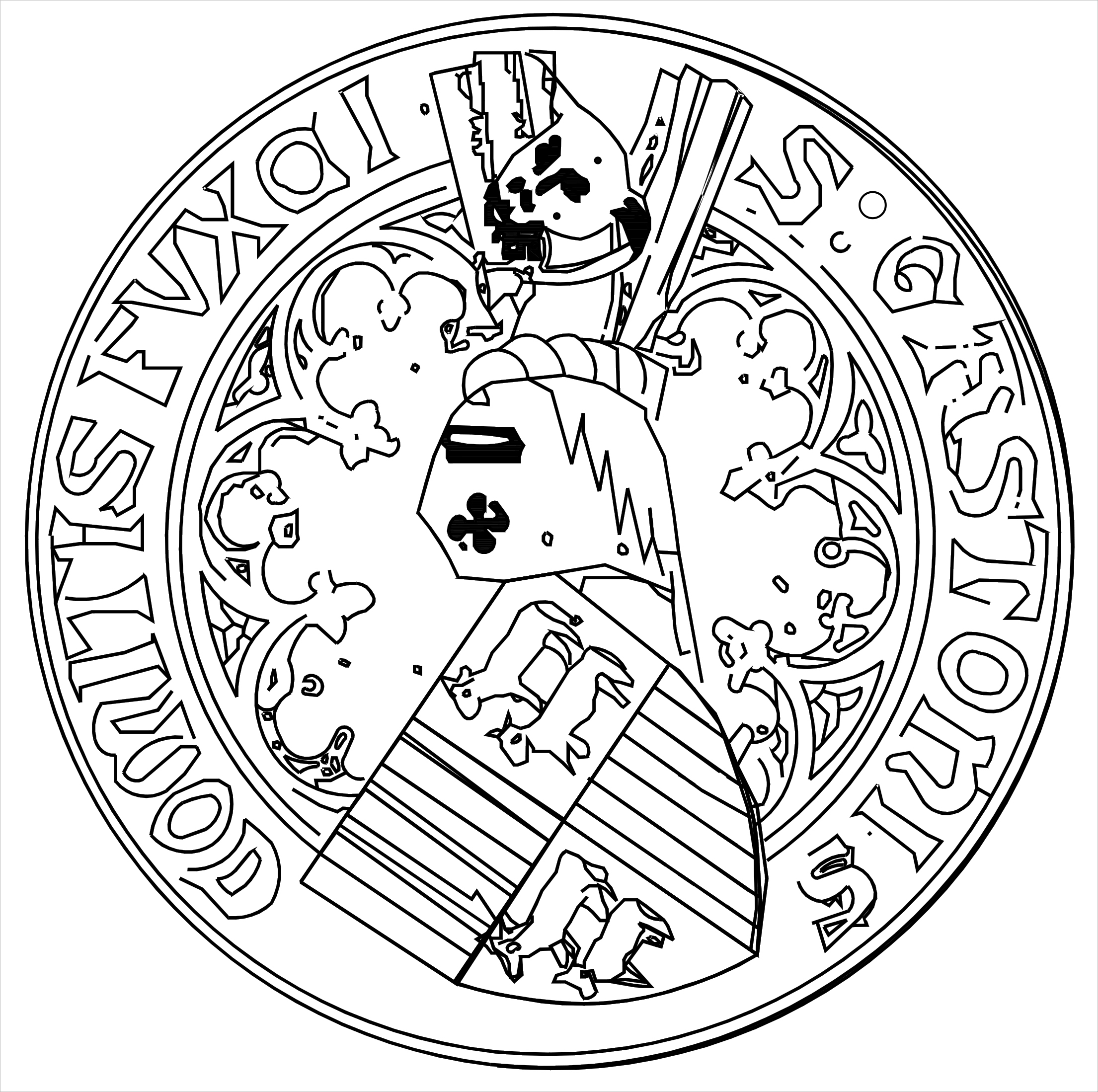
Sceau de Gaston Phoebus, comte de Foix et seigneur du Béarn, cousin germain de Jean III de Grailly.

L'expédition n'est pas de longue durée, ils embarquent à Bruges, effectuent des escales en Norvège et en Suède afin d'arriver le 9 février 1358 à Königsberg en Prusse orientale. Le voyage est présenté par Arnaud Esquerrier et par Michel de Bernis comme une suite de grandes réussites.
Après ces exploits, ils sont de retour en France au mois de juin 1358. Alors que les deux cousins arrivent à Châlons-en-Champagne, ils apprennent que des dames de la noblesse dont la duchesse de Normandie, future reine de France, et la duchesse d'Orléans ainsi que l'époux de cette dernière sont menacés par des Jacques à Meaux-en-Brie.
En effet, depuis le printemps de l'année 1358, la Jacquerie fait rage dans le Nord de la France : les paysans du bassin parisien se sont révoltés du fait d'un contexte socio-économique complexe. L'inflation et la dévaluation de la monnaie ont alourdit les charges qui pèsent sur le peuple. Une crise démographique, que la Peste Noire (1347-1349) n'arrange pas, entraîne un manque de main d’œuvre. Les prix flambent et le blé est dévalué. Les campagnes sont en outre pillées et saccagées par des bandes anglo-navarraises et par des mercenaires désœuvrés après la défaite française de Poitiers. La peur de la ruine et du pillage s'empare des paysans, notamment au sein de la moyenne paysannerie. Pour Jean Favier, cette Jacquerie est plus « une réplique à l'angoisse » qu'une « révolte de la misère ». Des paysans se sont donc révoltés et ils s'attaquent à ceux qu'il jugent responsables : les nobles. En effet, ce sont eux qui les accablent de charges et ils semblent incapables de remplir leur rôle de protecteurs comme le montrent les défaites majeures de Crécy et de Poitiers ainsi que les pillages à répétition. Bien que cette révolte soit le fruit de causes bien particulières, les Jacques n'ont pas pour autant « de but ou d'idéal» et n'ont qu'un seul mot d'ordre : « Tuez les nobles». Ainsi les Jacques s'en prennent à la petite noblesse : incendies de châteaux, pillages, viols, meurtres. Les exactions sont nombreuses et les femmes et les enfants ne sont pas épargnés. C'est dans ce contexte que des dames, réfugiées à Meaux, sont assiégées par une partie des troupes de Jacques Bonhomme.
Le captal de Buch, fidèle serviteur de la Couronne anglaise et grand ennemi du royaume de France, décide quand même d'aller au secours de ces dames avec son cousin le comte de Foix. Il respecte ainsi un des principes de l'idéal chevaleresque : la défense des dames et ce, au mépris de son appartenance au camp opposé.
Menant quarante lances, le captal et Gaston Fébus se rendent au Marché de Meaux, place forte où se sont réfugiés le duc et la duchesse d'Orléans, la duchesse de Normandie et les autres dames. Les Jacques de la région, du comté de Valois et d'autres de Paris sont massés dans la ville. Leur effectif est de neuf mille si l'on en croit Froissart. Jean Favier estime qu'il y avait plutôt un millier de Jacques. Ce qui semble plus probable car ce n'est pas la totalité de leurs effectifs qui se trouvait à Meaux, seulement une partie, et ces effectifs ne furent jamais nombreux. Le chiffre a sûrement été gonflé par le chroniqueur, toujours dans le but de plaire aux nobles pour lesquels il écrit. Alors que les Jacques se rassemblent devant les murs du Marché, Jean III de Grailly et Gaston Fébus sont d'avis de tenter une sortie, ce qui est approuvé. Les hommes d'armes vont donc sortir de la place, menés par les bannières du duc d'Orléans, du comte de Foix et du captal de Buch, et faire face aux Jacques. Devant cette troupe d'hommes de guerre entraînés et bien armés, ces derniers prennent peur et la débandade commence. Les nobles chargent les paysans révoltés et les massacrent comme du bétail. Les lois de la guerre chevaleresque ne s'appliquent pas face à ces vilains qui ont osé menacer le duc d'Orléans et surtout les nobles dames réfugiées dans le Marché, les chevaliers ne font donc preuve d'aucune pitié. Un grand nombre de Jacques meurt sous l'épée de la noblesse en ce jour du 9 juin 1358, à Meaux mais aussi à Mello où le roi de Navarre Charles le Mauvais écrase l'autre armée des révoltés. Froissart nous parle de sept mille tués parmi les insurgés, un chiffre qui a sûrement été exagéré tout comme celui de leurs effectifs, une emphase qui permet de grandir l'action des chevaliers.
Cet exploit prouve de nouveau les qualités chevaleresques de Jean III de Grailly, qui a su montrer que l'esprit chevaleresque dépasse la notion d'appartenance à un parti.

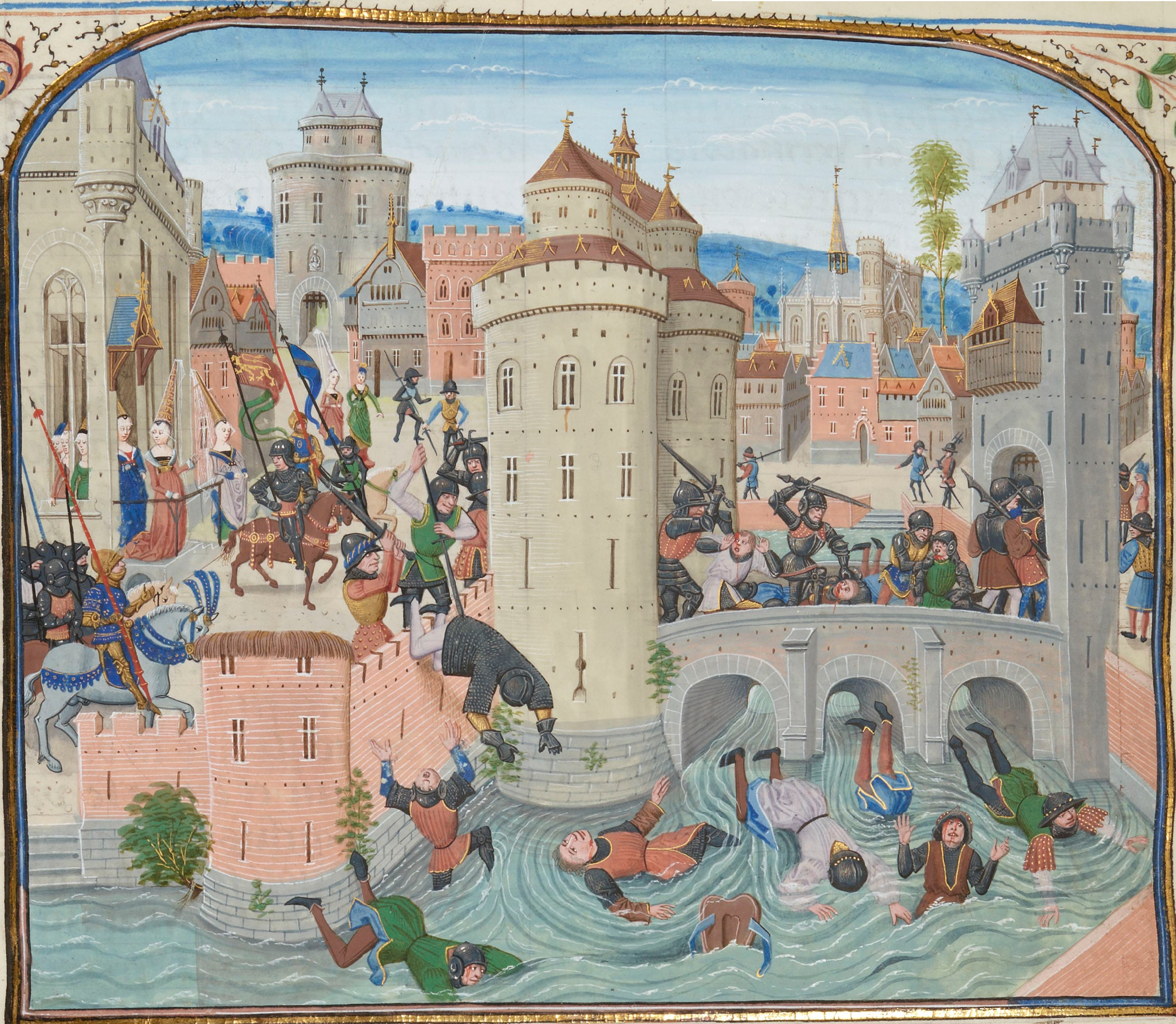
Alors qu'ils tentent de prendre la forteresse du marché de Meaux où est retranchée la famille du dauphin Charles, les jacques et leurs alliés parisiens sont surpris par une charge de chevalerie de Gaston Phébus et Jean de Grailly (9 juin 1358). Jean Froissart, Chroniques, Flandre, Bruges, s., folio 226, verso (BNF, ms. Français 2643).

### Après 1360
Même après le traité de Brétigny-Calais (1360) qui établit la paix entre le roi d'Angleterre Édouard III et le roi de France Jean II, le captal désire continuer à combattre.
Il s'allie avec le roi de Navarre Charles II (dit depuis le XVIe siècle « le Mauvais ») et il défend ses possessions normandes à la bataille de Cocherel (6 mai 1364) où il est battu et fait prisonnier par les Français de Bertrand Du Guesclin appuyés par quelques nobles anglo-gascons également sans emploi à cause de la paix.

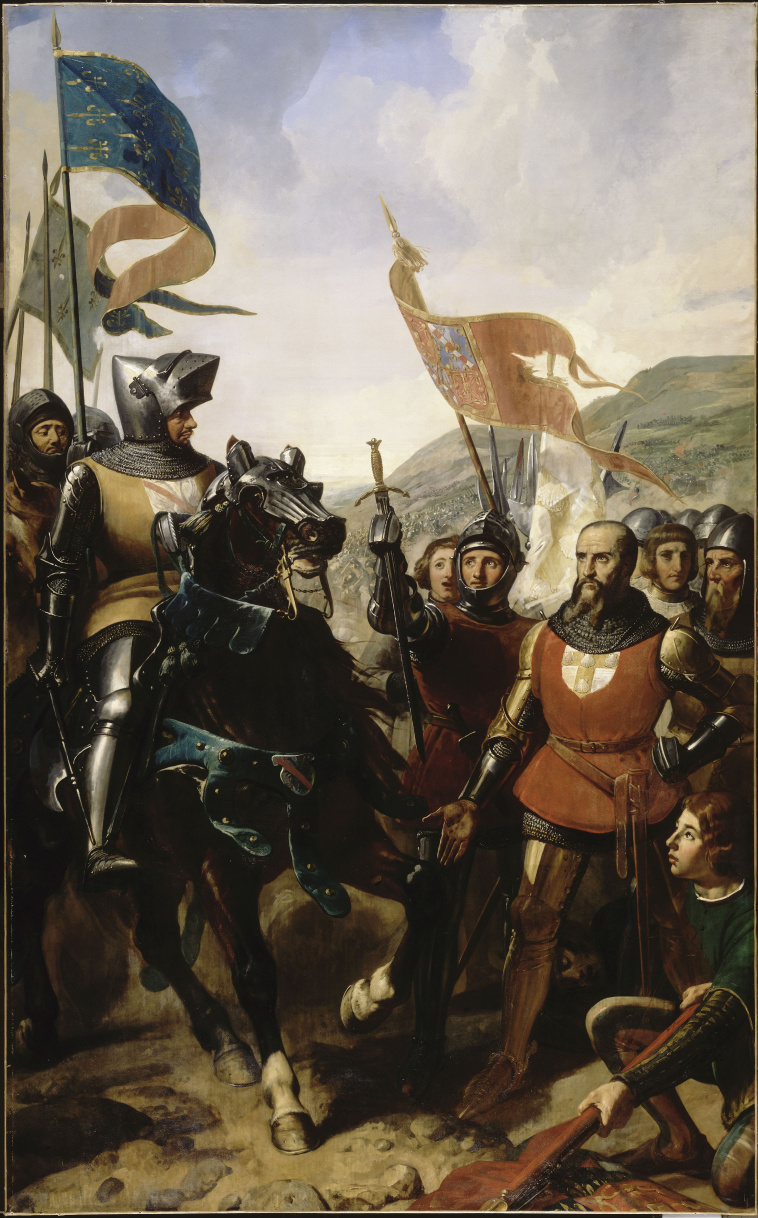
Jean de Grailly se rend à Bertrand du Guesclin - bataille de Cocherel, mai 1364. Charles-Philippe Larivière, 1839.

Après avoir promis au roi de France Charles V de jouer les intermédiaires avec le roi d'Angleterre en vue d'appliquer correctement le traité de paix, ce roi lui rend la liberté et, pour se l’attacher, lui donne la seigneurie de Nemours et obtient ainsi son hommage.
Mais le Prince Noir, Édouard, prince d'Aquitaine depuis 1362, lui reproche d'avoir accepté cette nouvelle allégeance et le captal rend alors Nemours au roi de France.
Il participe évidemment à l'expédition en Castille du Prince Noir qui replace provisoirement Pierre le Cruel sur le trône castillan après la victoire obtenue lors de la bataille de Nájera (3 avril 1367) contre Henri de Trastamare et Bertrand Du Guesclin.
À la suite de l'appel du comte d'Armagnac Jean Ier contre le fouage (taxe levée par foyer) décidé par le Prince Noir en 1368, la guerre reprend avec la France. Bien sûr, le captal combat de toutes ses forces aux côtés du parti « anglais ». Le Prince Noir lui donne le comté de Bigorre (27 juin 1369) pour lutter efficacement contre le comte d'Armagnac qui s'est fait donner ce comté par le roi de France.
À la suite de la mort de John Chandos (2 janvier 1370), le captal lui succède en tant que connétable d’Aquitaine. Le 23 août 1372, à Soubise, il tombe de nouveau aux mains des Français qui, cette fois, le gardent en prison, dans la tour du Temple à Paris, où il mourut le 7 septembre 1376.
On ne sait s'il fut enterré à Paris comme l'affirme Froissart ou à Bordeaux en l'église des Franciscains (quartier St-Michel), comme il l'avait demandé dans son testament (1369).

## Descendance
Il ne laissa aucun héritier de son mariage avec Rose d'Albret et légua toutes ses possessions à son oncle Archambaud de Grailly, demi-frère cadet de son père Joan II, qui lui succéda sans opposition (même s'il ne descendait pas des Bordeaux, captaux de Buch : cf. la descendance de Pierre II de Grailly).
Le captal eut un fils bâtard, nommé comme lui Johan de Grailly, qui n'était probablement pas né à la date du seul testament de Johan III qui nous est parvenu (16 mars 1369), puisqu'il n'y est pas mentionné. Comme le captal fut fait prisonnier en 1372, il n'a pu naître qu'entre 1369 et 1372.
Il est mentionné en 1394 en tant que jeune capitaine de Bouteville (entre Cognac et Angoulême), une possession de son oncle Archambaut.
Froissart le rencontra lors d'un voyage à Londres (1394) quand les Gascons s'opposèrent au don du duché d'Aquitaine à Jean de Gand, frère du Prince Noir et oncle du roi d'Angleterre Richard II dit « de Bordeaux ».
Johan de Grailly participa à la défense de Blaye lors de son siège (1406) par une armée française dirigée par Louis Ier d'Orléans.
Il mourut à Blaye en 1407 et fut enterré en grande pompe à Bordeaux et ne semble pas avoir laissé d'enfants.
Sont issus de Roger de Grailly, son oncle, ou lui sont apparentés : 
- La comtesse de Grailly, propriétaire avec sa sœur Mlle de Kercado de la "chartreuse" de Tauzia (Gironde), édifiée en 1778 par l'architecte néo-classique Victor Louis, qu'elles vendirent en 1888 à Mme Octave Calvet ("L'Aquitaine des châteaux", Hachette, 1977, pp. 82 et 83 ) ;

- peut-être le peintre Victor de Grailly (Paris,1804 - ? 1889), élève de Jean-Victor Bertin, qui exposa au Salon depuis 1833 ; 
- Le marquis Gaston de Grailly (XIXe siècle), dont l'hôtel particulier familial de Poitiers est devenu le siège de la délégation Poitou-Charentes du Centre national de la fonction publique territoriale (C.N.F.P.T.), et qui avait comme résidence estivale le château de Panloy à Port-d'Envaux (Charente-Maritime), dont le pigeonnier complet datant de 1620 est le mieux conservé du département.

La demeure, "modernisée" vers 1770, fut l'objet un siècle plus tard d'importants travaux d'agrandissement - galerie dite de chasse, écuries et servitudes - et d'embellissement de ses décors extérieur et intérieur suivant la mode opulente du temps.
- Le petit-fils de Gaston de Grailly, Archambaud, fonda avec le docteur Jean Texier, propriétaire par mariage vers 1920 du château de Dampierre-sur-Boutonne (Charente-Maritime), et d'autres responsables de vieilles demeures du département l'association la Route historique des trésors de Saintonge, un des premiers circuits de découverte touristique du patrimoine monumental local, encore active.

Au château de Panloy, ses descendants, conservent souvenirs et documents familiaux - des archives seigneuriales provenant de cette maison ont été déposées aux archives départementales de Charente-Maritime et communicables sur autorisation - continuent d'y recevoir le public.

## Héraldique

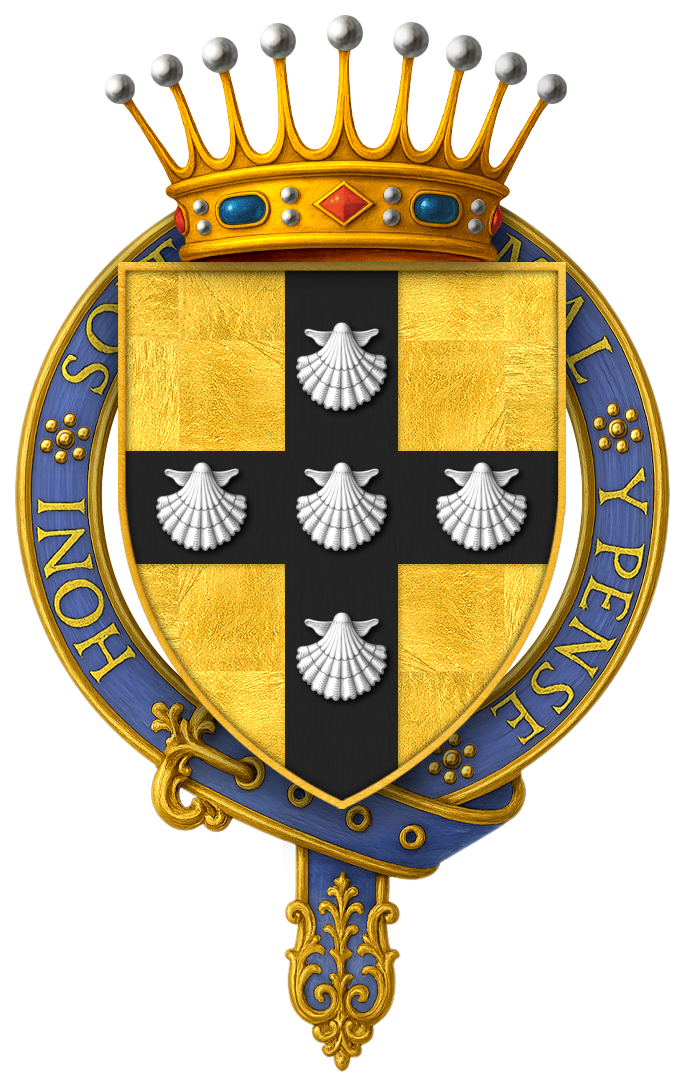
Blason de Jean III de Grailly, entouré par la devise de l'ordre de la Jarretière, et portant la couronne de baron.

Blason de Jean III de Grailly

D'or à la croix de sable chargée de cinq coquilles d'argent.